# Wysznij Dubowiec
Wysznij Dubowiec (ros. Вышний Дубовец) – wieś (ros. село, trb. sieło) w zachodniej Rosji, w sielsowiecie czermosznianskim rejonu miedwieńskiego w obwodzie kurskim.

## Geografia
Miejscowość położona jest nad Dubowcem (prawy dopływ rzeki Połnaja w dorzeczu Sejmu), 4,5 km od centrum administracyjnego sielsowietu (Niżnij Dubowiec), 15,5 km na wschód od centrum administracyjnego rejonu (Miedwienka), 35,5 km na południowy wschód od Kurska, 15,5 km od drogi magistralnej (federalnego znaczenia) M2 «Krym».
We wsi znajduje się 159 posesji.
Klimat
Miejscowość, jak i cały rejon, znajduje się w strefie klimatu kontynentalnego z łagodnym ciepłym latem i równomiernie rozłożonymi opadami rocznymi (Dfb w klasyfikacji klimatów Köppena).
|                            | Sty  | Lut  | Mar | Kwi  | Maj  | Cze  | Lip  | Sie  | Wrz  | Paź  | Lis  | Gru  |
| -------------------------- | ---- | ---- | --- | ---- | ---- | ---- | ---- | ---- | ---- | ---- | ---- | ---- |
| Najwyższe temperatury (°C) | -4,2 | -3,1 | 2,8 | 12,9 | 19,3 | 22,6 | 25,3 | 24,7 | 18,2 | 10,5 | 3,3  | -1,3 |
| Najniższe temperatury (°C) | -8,8 | -8,9 | -5  | 2,6  | 8,9  | 12,9 | 15,7 | 14,8 | 9,6  | 3,8  | -1,2 | -5,4 |
| Opady (mm)                 | 50   | 43   | 46  | 48   | 60   | 68   | 70   | 54   | 57   | 57   | 45   | 48   |
| Ilość dni z opadami        | 8    | 8    | 8   | 7    | 8    | 8    | 9    | 6    | 6    | 7    | 7    | 8    |

## Demografia
W 2010 r. wieś zamieszkiwało 256 osób.